# 弗里扬日
弗里扬日（法語：Vriange，法語發音：[vʁijɑ̃ʒ]）是法国汝拉省的一个市镇，属于多勒区。

## 地理
弗里扬日（47°10'48"N, 5°34'53"E）面积5.78 平方千米，位于法国勃艮第-弗朗什-孔泰大區汝拉省，该省份为法国东部内陆省份，北起上索恩省，西北接科多尔省，西临索恩-卢瓦尔省，南至安省，东与杜省和瑞士接壤。
与弗里扬日接壤的市镇（或旧市镇、城区）包括：奥夫朗日、阿芒日、马朗日、罗芒日。

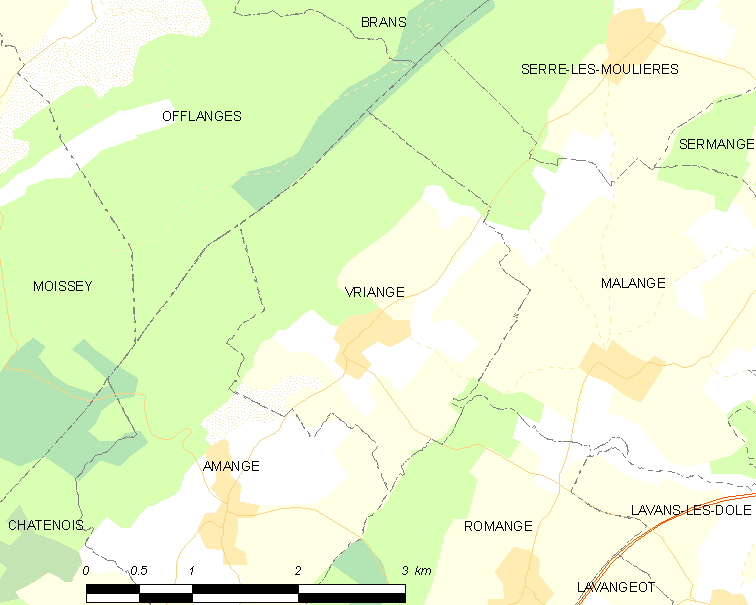
弗里扬日的OSM定位图

弗里扬日的时区为UTC+01:00、UTC+02:00（夏令时）。

## 行政
弗里扬日的邮政编码为39700，INSEE市镇编码为39584。

## 政治
弗里扬日所属的省级选区为欧蒂姆县。

## 人口

1962-2008年间弗里扬日人口变化图示

弗里扬日于2022年1月1日时的人口数量为162人。